# Wodynie
Wodynie è un comune rurale polacco del distretto di Siedlce, nel voivodato della Masovia.
Ricopre una superficie di 115,66 km² e nel 2004 contava 4 867 abitanti.